# Nhà máy điện gió Bạc Liêu
Nhà máy điện gió Bạc Liêu là nhà máy điện gió đặt tại ấp Biển Đông A, xã Vĩnh Trạch Đông, thành phố Bạc Liêu, tỉnh Bạc Liêu. Đây là nhà máy điện gió ven biển đầu tiên của Việt Nam và lớn nhất cả nước, được xây từ năm 2010. Từ tháng 6 năm 2013 đến tháng 3 năm 2020 đã đóng góp cho mạng lưới điện quốc gia 1 tỷ kWh.

## Xây dựng và năng lực
Dự án xây dựng nhà máy được chia làm 3 giai đoạn, chủ đầu tư dự án là Công ty trách nhiệm hữu hạn Xây dựng - Thương mại và Du lịch Công Lý, vốn đầu tư 5.217 tỷ đồng, công trình trên diện tích 1.300 ha. Dự án điện gió Bạc Liêu được đầu tư bằng nguồn vốn tài trợ của Ngân hàng Xuất - nhập khẩu Hoa Kỳ (US-Exim).

### Giai đoạn 1
Khởi công ngày 9 tháng 9 năm 2010, tính đến tháng 10 năm 2012, đã có 10 trụ và turbin gió được lắp đặt xong, hoàn thành giai đoạn 1, công suất 16 MW. Vốn cho giai đoạn này là 963 tỷ đồng. Nhà máy đưa điện vào thương mại vào tháng 8 năm 2013 trong đó trụ được đưa vào thương mại đầu tiên là vào ngày 29 tháng 5 năm 2013.

### Giai đoạn 2
Khởi công vào tháng 11 năm 2013, đến ngày 17 tháng 1 năm 2016, hoàn thành giai đoạn 2, nhà máy có thêm 52 trụ turbin điện gió với công suất hơn 83 MW. Vốn cho giai đoạn này là 4.254 tỷ đồng. Giai đoạn này hoàn thành đã nâng lên tổng cộng 62 trụ turbin gió với tổng công suất là 99,2 MW và điện năng sản xuất mỗi năm khoảng 320 triệu kWh.

### Giai đoạn 3
Dự án Nhà máy điện gió Bạc Liêu giai đoạn 3 có công suất lắp máy 142 MW với thêm 71 trụ turbin gió, khởi công ngày 30 tháng 1 năm 2018. Mỗi trụ turbin có công suất khoảng 2,5 - 3,5 MW, sản lượng điện dự kiến phát hàng năm là 373 triệu kWh Khi giai đoạn 3 của dự án hoàn thành, nhà máy sẽ có tổng cộng 133 trụ turbin gió, nâng tổng công suất lên 241,2 MW, vốn dự kiến 8.850 tỷ đồng.
Mỗi turbin có công suất xấp xỉ 1,6 MW do hãng General Electrics (GE) cung cấp, cấu tạo thép đặc biệt không gỉ, cao 80 m, đường kính 4 m, nặng trên 200 tấn, cánh quạt được làm bằng nhựa đặc biệt, dài 42 m, có hệ thống điều khiển tự gập lại để tránh hư hỏng khi bão lớn. Loại turbine này có chất lượng công nghệ cao, đã được GE nghiên cứu nhiệt đới hóa. Toàn bộ hệ thống được xây dựng trên biển, vùng có điều kiện địa chất công trình phức tạp với chiều dày lớp đất yếu lớn. Công ty nghiên cứu thiết kế móng trụ turbine là Công ty CP tư vấn thiết kế XD Giao thông thủy (TEDI WECCO) thuộc TCT Tư vấn thiết kế Giao thông vận tải (TEDI).

## Vai trò kinh tế, xã hội
Dự án Nhà máy điện gió Bạc Liêu được xem là đầu tư lớn nhất của Bạc Liêu, khai phá vùng bãi bồi ven biển tạo ra năng lượng sạch, thúc đẩy sự phát triển kinh tế xã hội của địa phương và của vùng đồng bằng sông Cửu Long, góp phần phát triển đất nước. Dự án là 1 trong 5 trụ cột phát triển kinh tế - xã hội của tỉnh Bạc Liêu.
Nhà máy điện gió Bạc Liêu đón nhận 200.000 lượt khách du lịch đến tham quan mỗi năm.